# Leighton Cooney
H. Leighton Cooney (* 1944 in Maine; † 18. April 2020 in Auburn, Maine) war ein US-amerikanischer Politiker, der von 1976 bis 1978 Maine State Treasurer war.

## Leben
H. Leighton Cooney jr. wurde als Sohn von Leighton Hischer Cooney und Patricia Blaker in Maine geboren.
Er besuchte das Lake Forest College in Illinois und machte seinen Abschluss im Jahr 1966.
Als Mitglied der Demokratischen Partei gehörte er von 1970 bis 1976 dem Repräsentantenhaus von Maine an und von 1976 bis 1978 war er Maine State Treasurer. Er wurde ins Amt gewählt, ohne dass er besondere Kenntnisse der Buchführung hatte.
H. Leighton Cooney jr. war mit Holly Burton verheiratet.